# Tenneco
Tenneco, Inc. (wcześniej Tenneco Automotive, początkowo Gas Transmission Company Tennessee) – amerykańskie przedsiębiorstwo, którego główna siedziba zlokalizowana jest w Lake Forest, w stanie Illinois, w Stanach Zjednoczonych. Od 1999 roku notowane jest na amerykańskiej New York Stock Exchange (symbol TEN).
Tenneco jest jednym z największych producentów oryginalnych układów kontroli emisji spalin i systemów kontroli jazdy, komponentów przeznaczonych na pierwszy montaż, jak i tych przeznaczonych na rynek wtórny. W 2011 roku spółka zanotowała przychody rzędu $7,4 mld.

## Historia
Tenneco wywodzi się z Chicago Corporation, założonego około roku 1930. Tennessee Gas and Transmission Company (całkowicie oddzielnie) założone zostało w roku 1940.
Tenneco Inc w 1991 roku zostało wyodrębnione z koncernu, w którego skład wchodziły przedsiębiorstwa przemysłu motoryzacyjnego, opakowującego, gazowniczego, rolniczego, budowlanego oraz chemicznego i stoczniowego.
Wszystkie spółki prócz branży motoryzacyjnej oraz opakowań zostały usunięte w latach 1994–1996. W 1999 roku, Tenneco Packaging zostało wydzielone ze spółki i nazwę zmieniono na Packaging Corporation of America (Pactiv Corporation).
W dniu 28 października 2005 roku nazwa została zmieniona z Tenneco Automotive na Tenneco.
Tenneco (jeszcze pod nazwą Tenneco Automotive) sponsorowało CART Detroit Grand Prix od roku 1999 aż do odwołania wyścigów w roku 2001.

## Działalność
Tenneco jest międzynarodową korporacją z 80 zakładami produkcyjnymi w 24 krajach, na 5 kontynentach z głównymi ośrodkami w Ameryce Północnej, Europie, Australii i Azji. W 2012 roku spółka zatrudniała 22 000 pracowników. W Ameryce Północnej fabryki znajdują się w Illinois, Indiana, Michigan, Tennessee i Ohio; Centrum Dowodzenia Korporacją zlokalizowane jest w Lake Forest, Illinois. Europejskie zakłady znajdują się w Belgii, Polsce, Czechach, Niemczech, Wielkiej Brytanii, Francji oraz Hiszpanii, centrum kierowania europejskimi zakładami mieści się w Belgii. W Indiach, Chinach, Singapurze oraz Japonii znajdują się azjatyckie fabryki, zaś Australijskie zlokalizowane są w Sydney, Clovelly Park i Morea (Nowa Zelandia). Jeden zakład powstał również w Port Elizabeth, w Republice Południowej Afryki.
Marki będące własnością TENNECO Inc:
- Monroe[5]
- Walker[6]
- Rancho
- DynoMax[7]
- Clevite Elastomery
- Gillet
- Fonos
- Fric-Rot
- Kinetic
- Drozd
- DNX
- Marzocchi
- Axios
- Lukey

## Klienci
Produkty Tenneco sprzedawane są do ponad 500 klientów, sklepy, hurtownie, jak i 40 klientów OEM.

### Samochody osobowe
| General Motors      | Porsche          | Nissan Motor Co.    |
| Ford Motor Group    | BMW AG.          | Honda Motor Co.     |
| Volkswagen Group    | Fiat SpA         | Suzuki              |
| Daimler AG          | SAIC Motor Corp. | Isuzu Motors        |
| Toyota Motor Corp.  | Chrysler LLC     | Mazda Motor Corp.   |
| Renault             | First Auto Works | TATA Motors         |
| PSA Peugeot Citroën | Brilliance Auto  | Mahindra & Mahindra |

### Samochody dostawcze i pojazdy użytkowe
| Caterpillar | SCANIA                                  |
| Daimler AG  | Volvo Global Trucks                     |
| Kubota      | PACCAR/DAF                              |
| Deere       | (Navistar) International Truck & Engine |

### Motocykle
| Harley-Davidson | BMW        | MW Augusta        |
| Ducati          | TVS Motors | The Piaggio Group |

## Lokalizacje

### Ameryka Północna
- Centra Inżynieringu
  - Grass Lake, Michigan
  - Monroe, Michigan
  - Milan, Ohio
- Zakłady Produkcyjne

Układy Kontroli Emisji Spaliny
- - Aguascalientes, Mexico
  - Elkhart, Indiana
  - Ligonier, Indiana
  - Litchfield, Michigan
  - Marshall, Michigan
  - Kansas City, Missouri
  - Lincoln, Nebraska
  - Seward, Nebraska
  - Smithville, Tennessee
  - San Antonio, Texas
  - Harrisonburg, Virginia
  - Cambridge, Ontario
  - Puebla, Mexico

Systemy Kontroli Jazdy
- - Paragould, Arkansas
  - Long Beach, California
  - Hartwell, Georgia
  - Angola, Indiana
  - Kettering, Ohio
  - Napoleon, Ohio
  - Owen Sound, Ontario
  - Celaya, Mexico
  - Reynosa, Mexico

### Ameryka Południowa
- Centra Inżynieringu
  - Rosário, Argentyna
  - Cotia, Brazil
  - Mogi Mirim, Brazylia
- Zakłady Produkcyjne

Układy Kontroli Emisji Spalin
- - Buenos Aires, Argentyna
  - Mogi Mirim, Brazylia

Systemy Kontroli Jazdy
- - Rosário, Argentyna
  - Cotia, Brazylia
  - Mogi Mirim, Brazylia

### Europa
- Główna siedziba w Europie[9]
  - Bruksela, Belgia[10]
- Centra Inżynieringu[9]
  - Sint-Truiden, Belgia
  - Edenkoben, Niemcy
  - Gliwice, Polska
  - Rybnik, Polska
- Zakłady produkcyjne[9]

Układy kontroli emisji spalin
- - Gent, Belgia
  - Hodkovice, Czechy
  - Etain, Francja
  - Iwuy, Francja
  - Rennes, Franja
  - St. Berthevin, Francja
  - Edenkoben, Niemcy
  - Ingolstadt, Niemcy
  - Saarlouis, Niemcy
  - Zwickau, Niemcy
  - Gdańsk, Polska
    - Produkcja półpanewek i tulejek silnikowych

  - Poznań, Polska
  - Rybnik, Polska
    - Produkcja kompletnych układów wydechowych, tłumików,
katalizatorów oraz komponentów na pierwszy montaż oraz na rynek wtórny.

  - Stanowice, Polska
    - Produkcja finalnych układow katalitycznych - dpf doc (Mercedes-Benz oraz BMW) , tłumików,
katalizatorów (Renault) oraz produkcja katalizatorow dpf doc na export

  - Palmela, Portugalia
  - St. Petersburg, Rosja
  - Togliatti, Rosja
  - Valencia, Hiszpania
  - Arendal, Szwecja
  - Tredegar, Wielka Brytania
  - Port Elizabeth, RPA

Systemy Kontroli Jazdy
- - Sint-Truiden, Belgia
  - Hodkovice, Czechy
  - Poissy, Francja
  - Hannover, Niemcy
  - Bologna, Włochy
  - Gliwice, Polska[11]
  - Ermua, Hiszpania
  - Gijon, Hiszpania
  - Port Elizabeth, RPA

### Azja
- Centra inżynieringu
  - Yokohama, Japonia
  - Szanghaj, Chiny
- Zakłady produkcyjne

Systemy Kontroli Jazdy
- - Pekin, Chiny
  - Changchun, Chiny
  - Chongqing, Chiny
  - Dalian, Chiny
  - Kunshan, Chiny
  - Liuzhou, Chiny
  - Nanchang, Chiny
  - Szanghaj, Chiny
  - Shenyang, Chiny
  - Wuhu, Chiny
  - Ćennaj, Indie
  - Halol, Indie
  - Pune, Indie
  - Osaka, Japonia
  - Siheung, Korea Południowa
  - Bangkok, Thailandia

Systemy kontroli jazdy
- - Pekin, Chiny
  - Suzhou, Chiny
  - Gurgaon, Indie
  - Hosur, Indie
  - Pondicherry, Indie
  - Pune, Indie

### Australia
- Centra inżynieringu
  - Adelaide, Australia
  - Sydney, Australia
- Zakłady produkcyjne

Układy kontroli emisji spalin
- - Adelaide, Australia
  - Elizabeth, Australia

Systemy Kontroli Jazdy
- - Adelaide, Australia
  - Sydney, Australia